# Sedmera mest cibole
Predloga:Infopolje mitološki kraj
Cíbola je skupno ime sedmih veličastnih mest: Aira, Anhuib, Ansalli, Ansesseli, Ansolli, Ansodi in Con, ki so nastala na podlagi srednjeveške legende v času arabskega osvajanja Španije. Legenda se začne z vpadi Mavrov na Iberski polotok, zaradi česa se je sedem škofov odločilo, da preko Atlantskega oceana odpotujejo na zahod, kjer je vsak škof ustanovil svoje mesto. Gre za sedem mitoloških mest polnih zlata, srebra in draguljev, ki so jih škofje prinesli s seboj, saj niso mogli dopustiti, da vso to bogastvo pade v roke Arabcev, ki so nadzorovali Španijo. Na zahodu, v tej neznani deželi polni bizonov (»cíbolo« je staro špansko ime za bizona, vendar se ta beseda danes ne uporablja več) so ustanovili mesta in jih dali ime Cíbola. 

## Širjenje legende
Ko se je leta 1492 zaključil proces rekonkviste v Španiji, je Krištof Kolumb dobil dovoljenje španskih kraljev, da poišče novo pot do Azije. Toda to, kar je Kolumb odkril ni bila Azija temveč Novi svet – Amerika. V naslednjih letih sta Hernán Cortés in Francisco Pizzaro dokazala, da v Novem svetu obstajajo bogate in napredne civilizacije, kar je vzbudilo ambicije številnih drugih španskih konkvistadorjev. Za njih je bila to dežela čudes in zdelo se je, da je tam vse mogoče. Zato ni prav nič presenetljivega, da so ljudje verjeli govoricam o veličastnih mestih Cíbole, ko so te govorice leta 1530 prišle v Novo Španijo. Ta mit je namreč krožil med španskimi pustolovci in raziskovalci, ki so odšli v Novi svet.

## Odprave
Skupno so bile organizirane tri ekspedicije z namenom, da bi odkrili zaklade teh mest. Vodja prve odprave je bil Pánfilo de Naváez in čeprav njegov cilj ni bil najti izgubljene zaklade, se je njegova odprava izkazala prav za to. Naváez se je odpravil skupaj z 600 možmi in petimi ladjami iz Cádiza aprila 1527 leta. Španski kralj Karel V. mu je zadal nalogo osvojiti Florido. Leto dni kasneje je Naváez prispel v Tampo in kmalu so prodrli v njih neznano območje. Po številnih neuspehih se je vodja odprave, Naváez odločil nadaljevati pot proti Mehiki.
Zadeve so se tam se poslabšale, saj so barke blizu teksaške obale pri Glavestonu doživele brodolom. Z izjemo Álvara Núñeza Cabeza de Vace, namestnika Narváeza, Alonsa del Castilla Maldonada, Andrésa Dorantesa de Cerranze in afriškega sužnja Estebana, je izginila celotna posadka. Preživeli so osem let potovali po mejnem območju med Združenimi državami Amerike in Mehike. Da bi se izognili napadom, so se umaknili od obale, kjer so bili najbolj ranljivi. Med tem časom so od staroselcev izvedli za legendo o sedmeri veličastnih mest Cíbole. V želji po najdbi teh mitičnih mest, so bili prvi, ki so hodili po območjih današnjega Teksasa, Nove Mehike in Arizone.
Aprila 1537, so se, izmučeni od potovanje vrnili praznih rok nazaj v Novo Španijo, ker je Cabeza de Vaca zbral in objavil njihova doživetja v knjigi z naslovom Naufragios.  V zgodbi je Cabeza de Vaca še posebej poudaril dejstvo, da je njihovo iskanje temeljilo na pričevanjih staroselcev o teh mitičnih mestih. 
Kmalu je guverner Nove Španije organiziral drugo ekspedicijo, za vodjo pa je postavil frančiškanskega meniha Marcosa de Nizo. Za vodiča jim je služil suženj Esteban, ki je sodeloval v prvi odpravi. Esteban se je med potovanjem večkrat odcepil od skupine, jo prehitel in obvestil meniha o kakršnihkoli govoricah, ki jih je slišal naprej po poti. Tako se je enkrat vrnil z informacijami, da je slišal ljudi govoriti o velikih in mogočnih mestih v kraju Vacapa. Toda kmalu za tem, so ga Indijanci iz plemena Háwikuha v Novi Mehiki ubili, kar je povzročilo prehitri konec odprave. Tako je menih, čeprav ni ne videl ne slišal nobenih bolj preprečljivih dokazov kot Estebanove zgodbe, ostal prepričan, da sedmera mest obstajajo.
Ko je namestnik španskega kralja Antonio Mendoza y Pacheco slišal govoriti meniha o mestih je organiziral še tretjo in tudi zadnjo odpravo, v kateri je sodelovala tudi španska vojska. Toda, ko so prišli do opevanega mesta Vacape v Arizoni so odkrili, da so mesta izmišljena in da ne obstajajo, saj tam poleg divjine niso našli ničesar.  